# Kiosk (Südbahnhof)

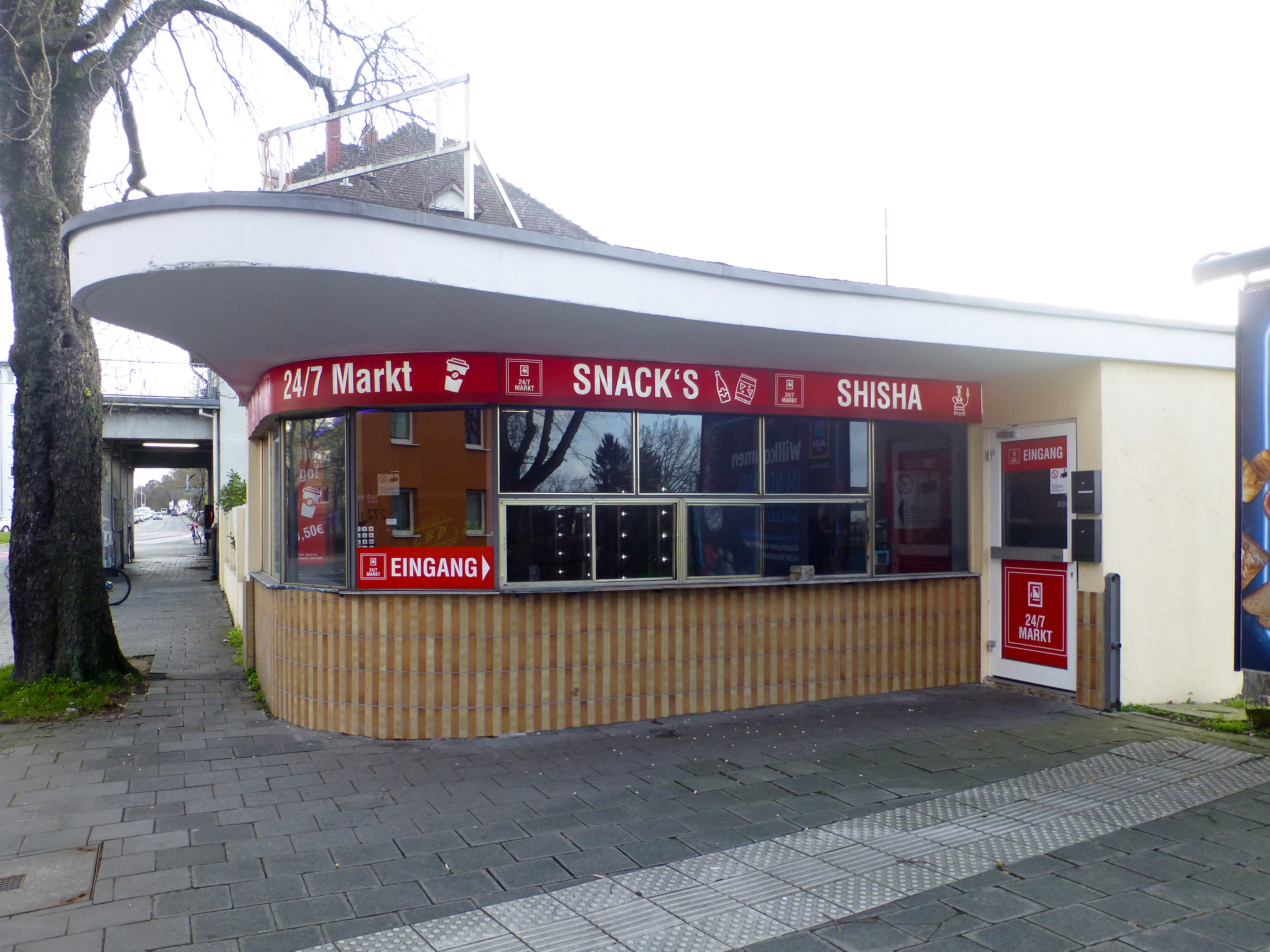
Kiosk (2023)

Der Kiosk am Südbahnhof ist ein denkmalgeschütztes Bauwerk in Darmstadt.  

## Geschichte und Beschreibung
Der Kiosk wurde in den 1950er-Jahren erbaut. Typische Details sind das geschwungene Flachdach, das um die Ecke laufende Fensterband und die mit Messing eingefassten Fenster. 

## Denkmalschutz
Neben dem Kiosk in der Postsiedlung, dem Kiosk am Kantplatz und dem Kiosk am Weißen Turm steht der Kiosk am Südbahnhof als Kulturdenkmal unter Denkmalschutz. Die Unterschutzstellung erfolgte dabei „aus künstlerischen Gründen“:  Unter anderem wird bei den Besonderheiten die künstlerische Gestaltung der Brüstung mit rot-beige gestreiften Keramikblättchen hervorgehoben.